# Dumitru Mitriță
Dumitru Dorian Mitriță (Craiova, 23 giugno 1971) è un ex calciatore rumeno, di ruolo difensore.
Ha un nipote, Alexandru, anch'egli calciatore.

## Palmarès

### Club

#### Competizioni nazionali
- Campionato rumeno: 2

Universitatea Craiova: 1990-1991
Steaua Bucarest: 2000-2001
- Coppa di Romania: 1

Universitatea Craiova: 1990-1991